# Église de la cité Rambaud
L'église de la cité Rambaud, ou église de la cité de l'Enfant-Jésus, est une ancienne église catholique située dans l'enceinte de la cité Rambaud, dans le 3e arrondissement de la ville de Lyon, en France.

## Description
L'église est un édifice d'architecture gothique, comportant une grande nef et deux petites. Le chœur est éclairé par cinq vitraux avec chacun deux sujets : Marie portant l'Enfant-Jésus et saint Joseph ; les saints apôtres Pierre et Paul ; saint Thomas et saint Barthélémy; saint André et saint Jacques ; les saints Jean-Baptiste et Jean l'Evangéliste viennent compléter le cercle des apôtres qui entourent la sainte-Famille.
Au-dessous des vitraux, l'autel est dominé par un grand Christ et un reliquaire renfermant des parcelles de la vraie croix. L'autel est en pierre, vaste, et entouré d'une barrière de pierre sculptée. Sur les murs de l'abside, deux plaques de marbre portent les noms des bienfaiteurs. À droite et à gauche de l'abside s'ouvrent deux chapelles, l'une dédiée à Notre-Dame de la Salette, l'autre à saint Joseph.
Le clocher est surmonté d'une flèche élancée qui est l'œuvre de l'architecte M. Gaillard ; elle est l'une des plus élevées de Lyon.

## Historique
L'église a été détruite pour faire place à des barres d'immeubles, dans le cadre du projet Moncey-Nord de l'urbaniste Jean Zumbrunnen, à la fin des années 1950.

## Galerie

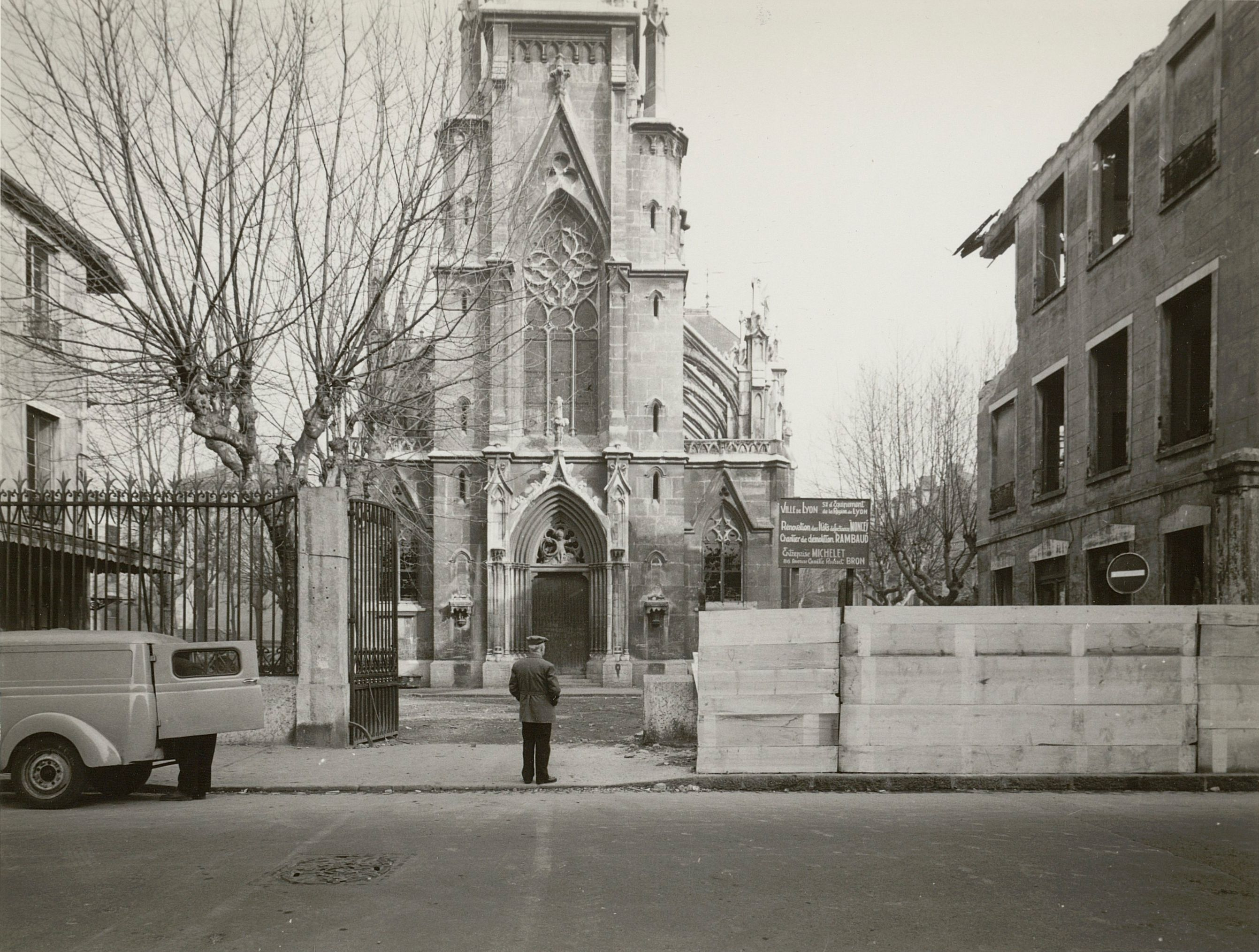
Vue de l'entrée de la cité Rambaud, et de l'église (Lyon)
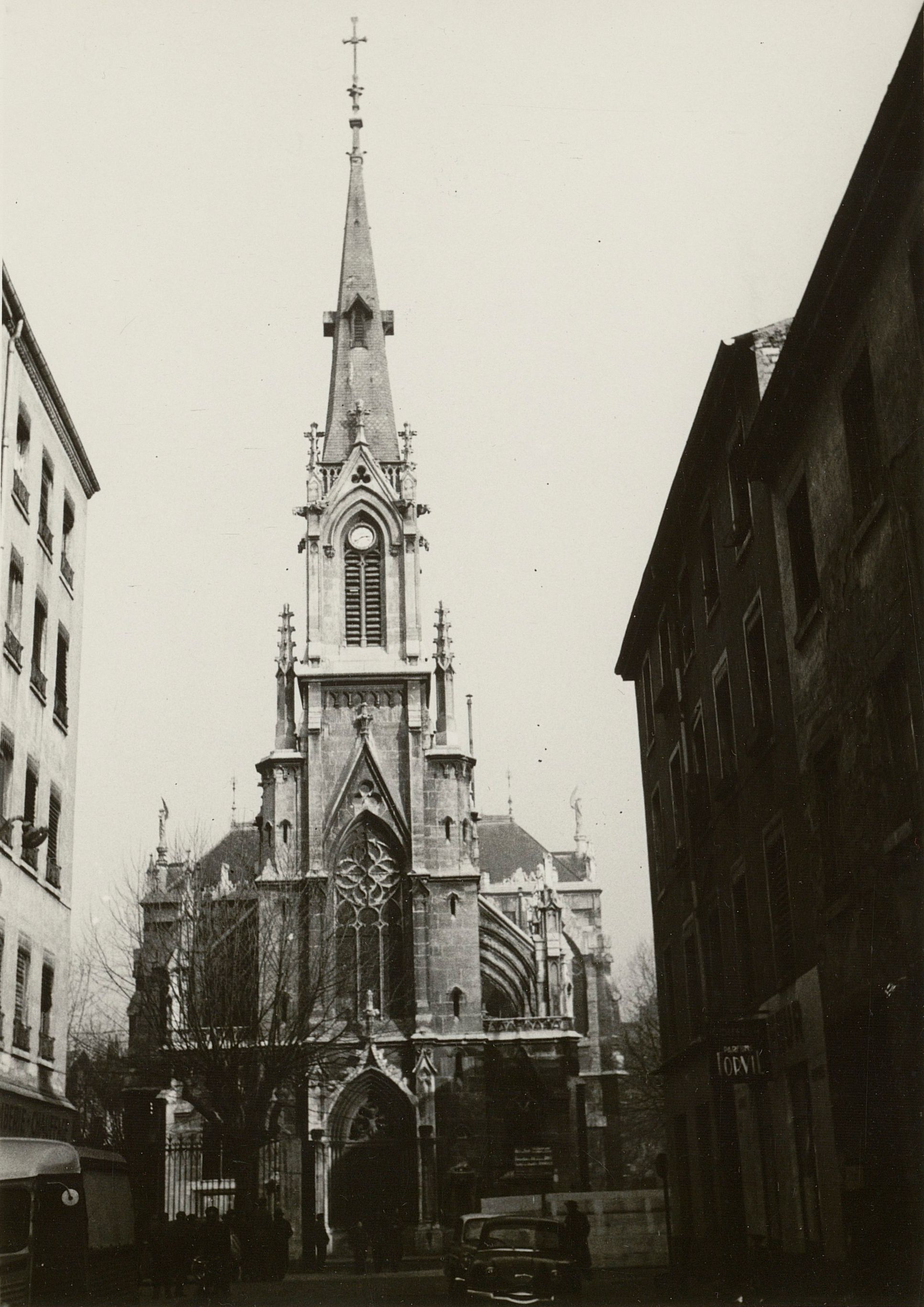
Vue de la façade principale de l'église de la cité Rambaud (Lyon) avant sa destruction.
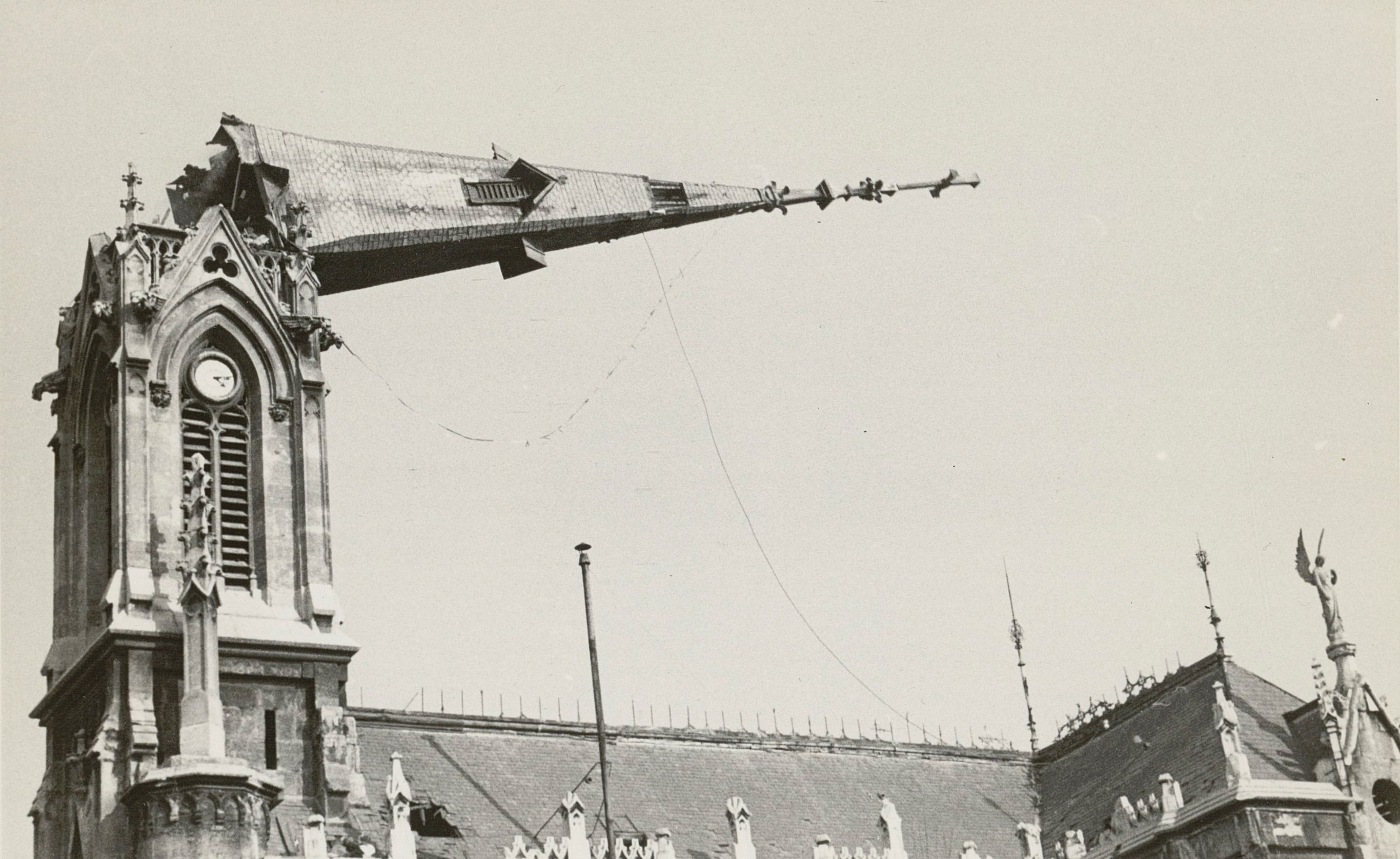
Vue du clocher de l'église de la cité Rambaud (Lyon) pendant sa destruction.
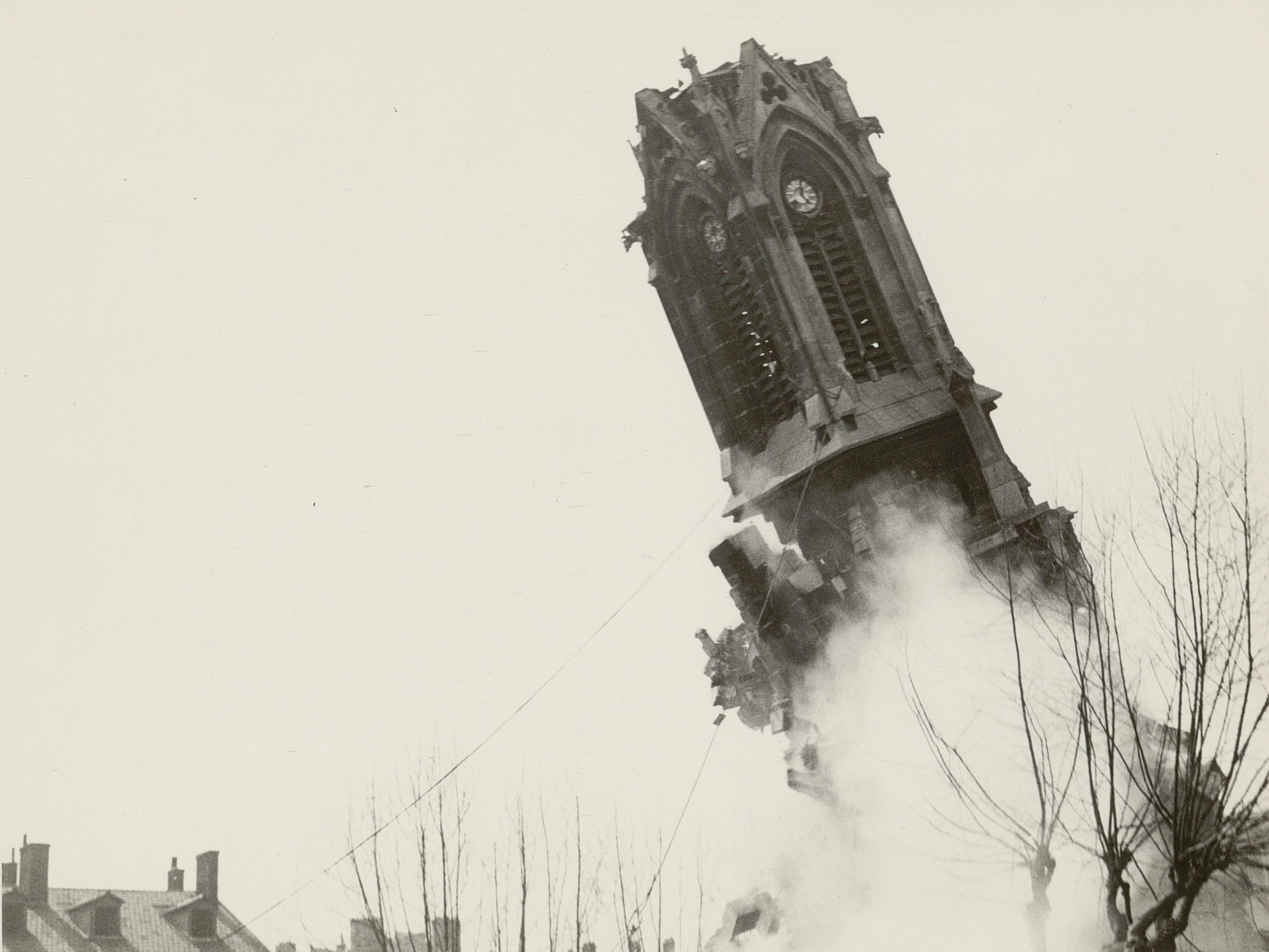
Vue du clocher de l'église de la cité Rambaud (Lyon) pendant sa destruction.